# Pteraster obesus
Pteraster obesus är en sjöstjärneart som beskrevs av Hubert Lyman Clark 1908. Pteraster obesus ingår i släktet Pteraster och familjen knubbsjöstjärnor.
Artens utbredningsområde är havet kring Nya Zeeland.

## Underarter
Arten delas in i följande underarter:
- P. o. obesus
- P. o. myonotus